# Stephen Spring Rice (1814-1865)
Pour les articles homonymes, voir Rice.
Stephen Edmund Spring Rice (31 août 1814 - 9 mai 1865), titré l'honorable de 1839 jusqu'à sa mort, est un fonctionnaire et philanthrope anglo-irlandais. Il est secrétaire de la British Relief Association entre 1847 et 1848.

## Jeunesse
Spring Rice est le fils aîné de Thomas Spring Rice (1er baron Monteagle de Brandon) et de sa première épouse, Lady Theodosia Pery, fille d'Edmund Pery (1er comte de Limerick). Il est né à Mount Trenchard House et fait ses études à Bury St Edmunds Grammar School, Suffolk et Trinity College, Cambridge. Il est un membre des Cambridge Apostles.

## Carrière
De l'université, Spring Rice entre dans la fonction publique. Il est nommé commissaire des douanes en 1838 et vice-président du conseil des douanes en 1856. Il sert comme haut shérif du comté de Limerick en 1837.
Le 1er janvier 1847, il assiste à la réunion inaugurale de la British Relief Association, tenue au domicile de son ami le baron Lionel de Rothschild. Spring Rice, dont la famille possède des domaines à Munster, a une expérience directe de la grande famine irlandaise. En tant que l'un des deux seuls Irlandais du comité de l'association, il en est nommé secrétaire honoraire. Spring Rice fait lui-même don de 1 050 £ à l'association caritative.
Le premier donateur public de l'Association est la reine Victoria, qui envoie un chèque de 1 000 £ à Spring Rice peu de temps après la création de l'association. Spring Rice refuse d'accepter le paiement et écrit immédiatement à Henry Grey (3e comte Grey) pour se plaindre que le don n'est "pas suffisant",. Cela est communiqué au Palais et la donation de la Reine est doublée.
Ses lettres montrent qu'il se heurte régulièrement à Charles Trevelyan (1er baronnet) au sujet de la nature et de l'étendue des activités de la British Relief Association, et son influence est essentielle pour assurer le succès de l'association. La frustration de Spring Rice face à l'approche trop bureaucratique concernant l'octroi de l'aide gouvernementale est évidente dans une lettre à Trevelyan datée du 26 février, lorsqu'il demande que l'Association soit autorisée à utiliser immédiatement de la nourriture dans les magasins gouvernementaux, offrant un paiement instantané en retour.
Le 15 mars 1850, il est nommé vice-président de l'hôpital fondé par Florence Nightingale. Spring Rice est poète tout au long de sa vie d'adulte et en 1863, il publie à Dublin Irish Crime, A Letter to A. Beresford Hope, propriétaire de la Saturday Review.

## Vie privée
Il épouse Ellen Mary Frere, fille de William Frere, à Grundisburgh, Suffolk, le 11 mars 1839. Ensemble, ils ont dix enfants :
- Hon. Aileen Spring Rice (décédée le 15 juin 1916), mariée à John Raynor Arthur
- Thomas Spring Rice (2e baron Monteagle de Brandon) (31 mai 1849 - 24 décembre 1926)
- Hon. Lucy Spring Rice (décédée le 10 mai 1884), mariée à Octavius Knox
- Hon. Theodosia Spring Rice (décédée le 6 juillet 1926)
- Mary Spring Rice (décédée le 25 avril 1868)
- Hon. Alice Spring Rice (décédée le 23 décembre 1929) - Célibataire, décédée à Dublin à l'âge de 82 ans[10]
- Hon. Frederica Spring Rice (décédée le 8 avril 1924)
- Hon. Catherine Ellen Spring Rice (décédée le 22 septembre 1930)
- Hon. Amy Spring Rice (décédée le 13 juin 1920)
- Francis Spring Rice, 4e baron Monteagle de Brandon (1er octobre 1852 - 22 décembre 1937)

Spring Rice meurt le 9 mai 1865 alors qu'il revient de la Méditerranée sur le vapeur Tripoli. Comme il est décédé avant son père, le titre de famille est passé au fils de Spring Rice, Thomas, à la mort du premier baron un an plus tard. En 1870, tous les enfants vivants de Spring Rice obtiennent le droit de porter le titre d'enfant de baron.
Beaucoup de ses lettres sont détenues par la Bibliothèque nationale d'Irlande et fournissent un aperçu important de l'activité politique et sociale entourant la grande famine irlandaise.